# Martin Kamen
Martin David Kamen, född 27 augusti 1913 i Toronto, död 31 augusti 2002 i Montecito, Santa Barbara, var en kanadensisk-amerikansk fysiker och kemist.
Året 1940 isolerade Kamen tillsammans med Sam Ruben kolisotopen kol-14 (14C) som används för åldersbestämningen av avlagringar. Kamen bekräftade dessutom teorin att syret som blir fri under fotosyntesen kommer från vattnet istället från koldioxiden.